# Leonel Justiniano
Leonel Justiniano (Santa Cruz de la Sierra, 2 luglio 1992) è un calciatore boliviano, centrocampista del Bolívar e della nazionale boliviana.

## Carriera

### Club
Ha sempre giocato nel campionato boliviano.

### Nazionale
Viene convocato per la Copa América 2019 in Brasile.

## Palmarès

### Club

#### Competizioni nazionali
- Campionato boliviano: 2

Bolívar: Apertura 2019, 2024